# Juncus sandwithii
Juncus sandwithii är en tågväxtart som beskrevs av Alicia Lourteig. Juncus sandwithii ingår i släktet tåg, och familjen tågväxter. Inga underarter finns listade i Catalogue of Life.